# الشركة الفرنسية للاتصالات
الشركة الفرنسية للاتصالات (بالفرنسية: Société française du radiotéléphone)‏ اختصارًا (SFR)، مزود بخدمات الهاتف والاتصالات في فرنسا. وقد أعيد شراؤها من قبل نوميريكابل (بالفرنسية: NUMERICABLE)‏ في عام 2014 لتشكيل مجموعة SFR NUMERICABLE. تأسست هذه الشركة من قبل الشركة العامة للمياه في عام 1987.في 4 أبريل، تم شراء الشركة 2011 بالكامل من قبل فيفاندي. في أواخر شهر أغسطس عام 2012، كان للشركة ما يقرب من 21 مليون زبون في خدمات الهاتف النقال وأكثر من 5 ملايين مشترك في الهاتف الثابت . في 11 أيلول 2013، بعد التوصل إلى اتفاق بين جان رينيه فورتو وفنسنت بولور، الذي يشغل منصب نائب رئيس مجلس الإشراف على فيفاندي، أعلنت شركة الانقسام، مما أدى إلى الاكتتاب العام.